# Людмил Мавлов
Людмил Димитров Мавлов е български лекар, професор по неврология и невропсихология.

## Биография
Роден е на 27 август 1933 г. в гр. София. През 1957 г. завършва медицина в София с пълно отличие. По-късно специализира неврология в Карловия университет в Прага при акад. К. Хеннер, невропсихология в Института по неврохирургия в Москва при акад. Александър Лурия и в Париж в Университетската болница „Сент Ан“ и Неврологичната клиника „Салпетриер“. От 1970 г. е доктор по медицина, а от 1981 г. доктор на медицинските науки. Известно време работи като невролог в Окръжната болница във Варна и в Транспортната болница в София. От 1961 г. е научен сътрудник по клинична неврология в Групата по неврология и психиатрия към Българската академия на науките (БАН). Работното му място е в Неврологичната клиника на катедрата по неврология на Александровска болница. През 1969 г. създава първата невропсихологична лаборатория в България, като е и неин дълогогодишен ръководител. През 1984 г. започва работа като старши научен сътрудник I ст. по невропсихология в БАН и от следващата година е в Катедрата по неврология към Медицинската академия. През 1990 г. е избран за професор в Медицинската академия. Преподавал е в Софийския, Югозападния, Пловдивския, Шуменския и Нов български университет. Умира на 30 май 2022 г.
В публикациите си изследва висшите корови функции, мозъчносъдовите заболявания, екстрапирамидната патология, наследствено-дегенеративните заболявания на нервната система, епилепсията, невроинфекциите, периферно-нервните заболявания. Прави проучвания на хипербарните влияния върху нервната система, невроензимологични изследвания и други.
Бил е национален консултант по неврология на Министерството на здравеопазването, председател на Държавната изпитна комисия за присъждане на специалност по неврология; член и председател на СНС по неврология и психиатрия към ВАК, както и член на СНС по психология. Членувал е в Българската национална академия по медицина (БНАМ). Известно време е в ръководството на Европейската федерация на неврологичните дружества, Дружеството на българските невролози, на Дружеството по невронауки и на Дружеството на психолозите в България. Главен редактор на сп. Neurologia Balkanica. Почетен професор на Нов български университет.

## Книги и учебници
- Перцептивна преработка и сензорни модалности, Изд. на БАН, 1981
- Ръководство за практически упражнения по неврология: [Учебник] за студенти по медицина., Изд. Медицина и физкултура, 1992
- Нервни болести: Учебник за студенти по медицина, 1995
- Фундаментална неврология. Уч. помагало, Изд. Бойко Стаменов, 2000
- Алексии и аграфии. Логопедичен център Ромел, 2005
- Мавлов, Л., Боянова, В. Анатомия и физиология на човека. София, Алтея, 2007, IV изд.